# Tuomo Ylipulli
Tuomo Sakari Ylipulli (ur. 3 marca 1965 w Rovaniemi, zm. 23 lipca 2021) – fiński skoczek narciarski, reprezentant klubu Ounasvaaran Hiihtoseura, drużynowy złoty medalista olimpijski, dwukrotny drużynowy złoty medalista mistrzostw świata oraz indywidualny brązowy medalista mistrzostw świata juniorów.

## Przebieg kariery
Debiut na międzynarodowej arenie zaliczył 30 grudnia 1982 podczas pierwszego konkursu Turnieju Czterech Skoczni w Oberstdorfie. Zajął wówczas 14. miejsce, dzięki czemu zdobył pierwsze w karierze punkty Pucharu Świata. 19 lutego 1983 na mamuciej skoczni w Vikersund zajął pierwsze w karierze miejsce na podium zawodów Pucharu Świata. Przegrał wówczas tylko z Mattim Nykänenem i Horstem Bulau, plasując się na trzecim miejscu. 11 marca 1983 został brązowym medalistą mistrzostw świata juniorów w Kuopio. 18 marca 1984 podczas zawodów Pucharu Świata na mamuciej skoczni w Oberstdorfie zajął siódmą pozycję.
17 stycznia 1985 na mistrzostwach świata w Seefeld in Tirol został drużynowym mistrzem świata wraz z Pentti Kokkonenem, Mattim Nykänenem i Jarim Puikkonenem. 10 lutego 1985 podczas zawodów Pucharu Świata w Sapporo po raz kolejny zajął trzecie miejsce. W 1986 zajął piątą lokatę na mistrzostwach świata w lotach w Tauplitz. 6 stycznia 1987 podczas ostatniego konkursu 35. Turnieju Czterech Skoczni w Bischofshofen po raz pierwszy w karierze zwyciężył w konkursie Pucharu Świata. 11 lutego 1987 roku, podczas mistrzostw świata w Oberstdorfie po raz drugi został drużynowym mistrzem świata wraz z Mattim Nykänenem, Ari-Pekką Nikkolą i Pekką Suorsa. 28 lutego 1987 w Lahti zajął trzecie miejsce w zawodach Pucharu Świata, a dzień później na tej samej skoczni był drugi.
13 lutego 1988 podczas zimowych igrzysk olimpijskich w Calgary został złotym medalistą w drużynowym konkursie na dużej skoczni razem z Nykänenem, Nikkolą i Puikkonenem. Ostatni występ w międzynarodowym konkursie zaliczył 6 marca 1988 podczas konkursu PŚ w Lahti, gdzie był dziewiąty. Najlepsze wyniki w Pucharze Świata osiągnął w sezonie 1986/1987, kiedy to zajął 15. miejsce w klasyfikacji generalnej.
Jego bracia również byli sportowcami – Raimo i Heikki także byli skoczkami, a Jukka był kombinatorem norweskim.

## Igrzyska olimpijskie
| Miejsce | Dzień     | Rok  | Miejscowość | Konkurs                 | Wynik     | Strata | Zwycięzca |
| ------- | --------- | ---- | ----------- | ----------------------- | --------- | ------ | --------- |
| 1.      | 24 lutego | 1988 | Calgary     | Skocznia duża drużynowo | 634,4 pkt | –      | –         |

## Mistrzostwa świata
| Miejsce | Dzień       | Rok  | Miejscowość | Konkurs                         | Wynik     | Strata   | Zwycięzca      |
| ------- | ----------- | ---- | ----------- | ------------------------------- | --------- | -------- | -------------- |
| 25.     | 20 stycznia | 1985 | Seefeld     | Skocznia duża indywidualnie     | 180,9 pkt | 43,3 pkt | Per Bergerud   |
| 1.      | 22 stycznia | 1985 | Seefeld     | Skocznia duża drużynowo         | 583,0 pkt | –        | –              |
| 36.     | 26 stycznia | 1985 | Seefeld     | Skocznia normalna indywidualnie | 175,5 pkt | 49,8 pkt | Jens Weißflog  |
| 10.     | 15 lutego   | 1987 | Oberstdorf  | Skocznia duża indywidualnie     | 199,4 pkt | 16,6 pkt | Andreas Felder |
| 1.      | 17 lutego   | 1987 | Oberstdorf  | Skocznia duża drużynowo         | 634,1 pkt | –        | –              |
| 7.      | 20 lutego   | 1987 | Oberstdorf  | Skocznia normalna indywidualnie | 212,2 pkt | 12,2 pkt | Jiří Parma     |

## Mistrzostwa świata w lotach
| Miejsce | Dzień    | Rok  | Miejscowość | Konkurs            | Wynik     | Strata    | Zwycięzca            |
| ------- | -------- | ---- | ----------- | ------------------ | --------- | --------- | -------------------- |
| 7.      | 17 marca | 1985 | Planica     | Loty indywidualnie | 510,5 pkt | 70,0 pkt  | Matti Nykänen        |
| 5.      | 9 marca  | 1986 | Tauplitz    | Loty indywidualnie | 680,5 pkt | 64,5 pkt  | Andreas Felder       |
| 37.     | 13 marca | 1988 | Oberstdorf  | Loty indywidualnie | 263,0 pkt | 103,0 pkt | Ole Gunnar Fidjestøl |

## Mistrzostwa świata juniorów
| Miejsce | Dzień    | Rok  | Miejscowość | Konkurs                         | Wynik | Strata | Zwycięzca     |
| ------- | -------- | ---- | ----------- | ------------------------------- | ----- | ------ | ------------- |
| 3.      | 11 marca | 1983 | Kuopio      | Skocznia normalna indywidualnie | ?     | ?      | Franz Wiegele |

## Puchar Świata

### Miejsca w klasyfikacji generalnej
- sezon 1982/1983: 37.
- sezon 1983/1984: 49.
- sezon 1984/1985: 23.
- sezon 1985/1986: 33.
- sezon 1986/1987: 15.
- sezon 1987/1988: 26.

### Miejsca na podium chronologicznie
| Lp. | Data            | Miejscowość   | Skocznia                | Nota      | Lok. | Strata   | Zwycięzca         |
| --- | --------------- | ------------- | ----------------------- | --------- | ---- | -------- | ----------------- |
| 1.  | 19 lutego 1983  | Vikersund     | Vikersundbakken         | 350,5 pkt | 3.   | 18,5 pkt | Matti Nykänen     |
| 2.  | 10 lutego 1985  | Sapporo       | Ōkurayama               | 189,2 pkt | 3.   | 5,3 pkt  | Masahiro Akimoto  |
| 3.  | 6 stycznia 1987 | Bischofshofen | im Paula Ausserleitnera | 109,7 pkt | 1.   | –        | –                 |
| 4.  | 28 lutego 1987  | Lahti         | Salpausselkä            | 208,2 pkt | 3.   | 8,1 pkt  | Ari-Pekka Nikkola |